# 3e Temps
Albums de Grand Corps Malade
Enfant de la ville
(2008) Funambule
(2013)
Singles
1. Roméo kiffe Juliette
Sortie : septembre 2010
2. Définitivement
Sortie : décembre 2010
3. Inch'Allah
Sortie : novembre 2011

3e Temps est le troisième album studio de Grand Corps Malade, sorti en 2010.

## Liste des titres
| No  | Titre                                         | Durée |
| --- | --------------------------------------------- | ----- |
| 1.  | 1er janvier 2010 (avec Frédéric Yonnet)       | 3:26  |
| 2.  | Définitivement                                | 3:31  |
| 3.  | À l'école de la vie                           | 4:17  |
| 4.  | Roméo kiffe Juliette                          | 3:36  |
| 5.  | Éducation Nationale                           | 3:41  |
| 6.  | J'attends                                     | 2:41  |
| 7.  | Tu es donc j'apprends (avec Charles Aznavour) | 4:21  |
| 8.  | Un verbe                                      | 2:29  |
| 9.  | Rachid Taxi                                   | 3:51  |
| 10. | Jour de doute                                 | 3:52  |
| 11. | Bulletin météo                                | 2:27  |
| 12. | À Montréal                                    | 3:09  |
| 13. | Nos absents                                   | 2:55  |
| 14. | L'Heure d'été (avec Elise Oudin-Gilles)       | 3:44  |

| 1. | Inch'Allah (avec Reda Taliani) | 4:10 |
| 2. | Mai 2012                       | 3:35 |

## Classements
| Année | France | Belgique | Suisse |
| ----- | ------ | -------- | ------ |
| 2010  | 3      | 4        | 20     |